# Iwan Rheon

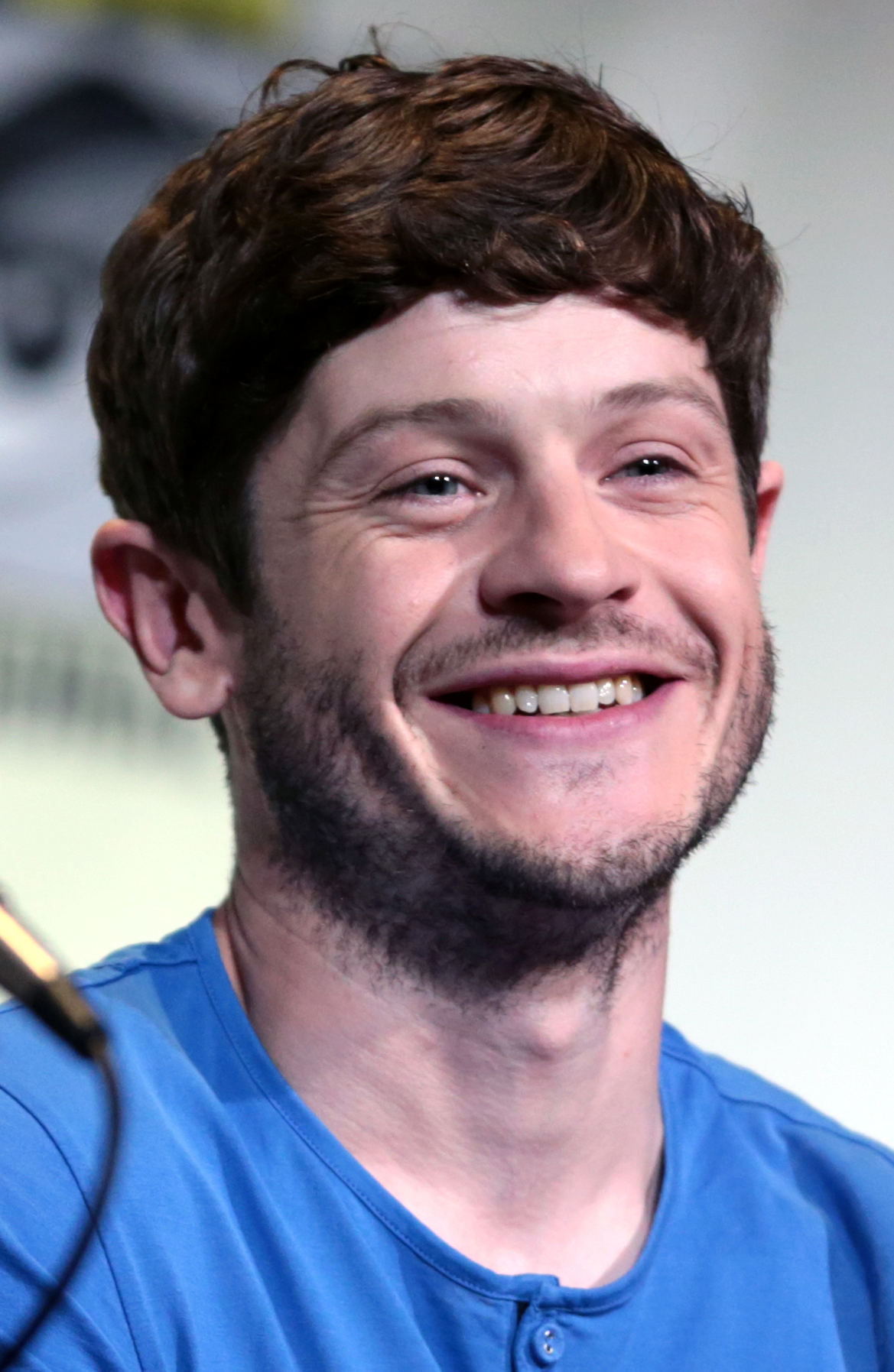
Iwan Rheon (2016)

Iwan Rheon (* 13. Mai 1985 in Carmarthen, Wales) ist ein britischer Schauspieler und Musiker. Internationale Bekanntheit erlangte er mit seiner Rolle als sadistischer Antagonist Ramsay Bolton in der Serie Game of Thrones.

## Kindheit und Jugend
Iwan Rheon wurde im Mai 1985 in der Hauptstadt der walisischen Grafschaft Carmarthenshire geboren und zog mit seinen Eltern, Einir und Rheon Tomos, sowie seinem älteren Bruder Aled im Alter von fünf Jahren in die walisische Hauptstadt Cardiff. Bevor Rheon mit 17 Jahren mit der Schauspielerei begann, besuchte er die weiterführende Jungen- und Mädchenschule Ysgol Gyfun Gymraeg Glantaf. Nachdem er während des Kulturfestes Eisteddfod in Wales entdeckt worden war, begann Rheon an der London Academy of Music and Dramatic Art zu studieren.

## Karriere

### Schauspiel

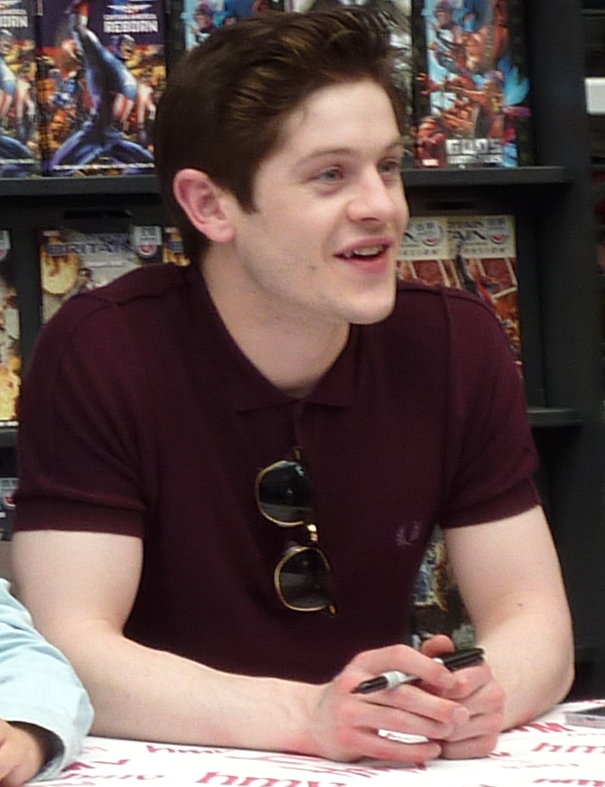
Iwan Rheon (2011)

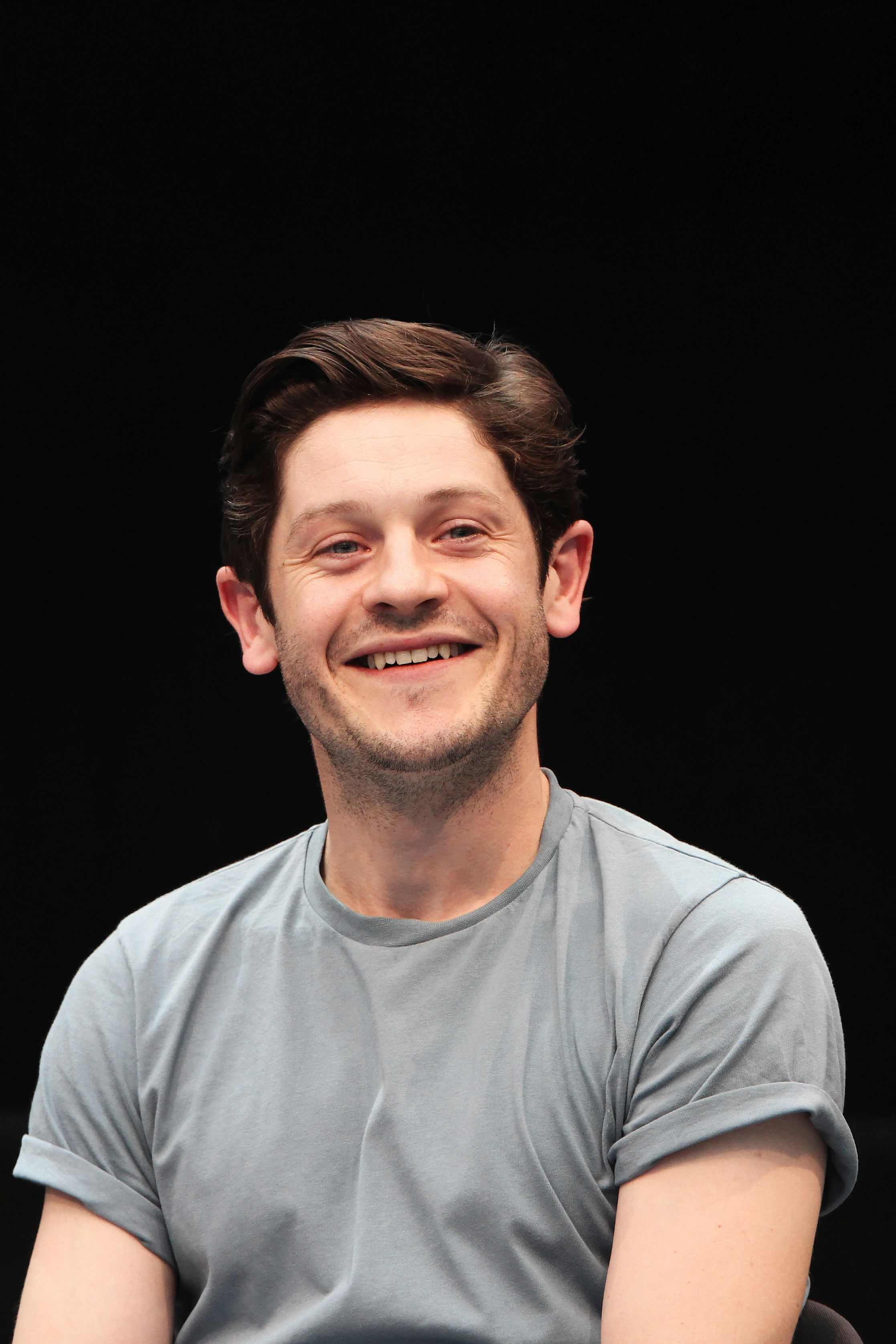
Iwan Rheon auf der Comic Con Germany 2019

Im Alter von 17 Jahren bekam Rheon die Rolle des Macsen White in der walisischen Soap Pobol Y Cwm, die er später jedoch niederlegte, um an der LAMDA zu studieren. Es folgte seine erste namhafte Rolle im Stück Eight Miles High, das 2008 im Royal Court Theatre in Liverpool inszeniert wurde.
Ende 2008 wurde Rheon für die Rolle des Moritz Stiefel im Rock-Musical Spring Awakening gecastet. Für diese Rolle, die er vom 9. Januar 2009 bis zum verfrühten Ende des Stückes im Mai 2009 spielte, wurde Rheon für den What’s On Stage Award als bester Nebendarsteller in einem Musical nominiert. 2010 bekam Rheon den Preis des besten Nebendarstellers in einem Musical bei den Olivier Awards.
Nach dem Ende von Spring Awakening wurde er 2009 Mitglied des Hauptcasts der Serie Misfits vom E4 Channel. Die Serie handelt von fünf kriminellen Jugendlichen, die zu Sozialstunden verurteilt wurden und nach einem Gewitter alle über Superkräfte verfügen. Rheon hat die Rolle des Simon Bellamy inne, der zu Beginn durch seine Nervosität und Schüchternheit besticht, doch laut Rheon eine große Entwicklung in der Serie durchläuft. 2011 wurde er für diese Rolle in der Kategorie Drama Series als herausragender Schauspieler für die Golden Nymph nominiert.
Am 20. Dezember 2011 gab Rheon über den Mikrobloggingdienst Twitter bekannt, dass er und seine Serienkollegin Antonia Thomas Misfits nach Ende der dritten Staffel verlassen würden.
Neben zwei Gastauftritten in der Comedy-Serie Grandma’s House im Jahr 2011 spielte Rheon auch in der finalen Episode der Serie Secret Diary of a Call Girl mit.
Anfang 2012 begann Rheon zusammen mit Luke Treadeaway und Matthew Lewis die Dreharbeiten zum Film Wasteland. Ein paar Monate später folgte der Film Libertador mit Édgar Ramírez, in dem er die Rolle des Daniel O’Leary spielte. 2012 wurde bekanntgegeben, dass er für David Leons Film Driven unterschrieben hat, der wie Libertador 2013 erscheinen soll.
Zwischen 2013 und 2016 spielte Rheon in zwei Fernsehserien feste Rollen: In der HBO-Serie Game of Thrones verkörperte er den Charakter des grausamen Lord Ramsay Bolton, während er in der Sitcom Vicious als freundlicher Nachbar von Ian McKellen und Derek Jacobi zu sehen war.
2017 übernahm Rheon im Fernsehfilm Adolf the Artist die Rolle des jungen Adolf Hitler. An dessen Seite spielte Rupert Grint Hitlers Jugendfreund August Kubizek. Ebenfalls 2017 übernahm er die Rolle des Maximus in der Marvel-Serie Inhumans. In The Dirt – Sie wollten Sex, Drugs & Rock’n’Roll, der Netflix-Verfilmung der gleichnamigen Bandbiografie über Mötley Crüe, verkörperte Rheon 2019 Mick Mars.

### Musik
Nach eigenen Aussagen textet Rheon seit seinem 15. Lebensjahr, und so kam es dazu, dass er Leadsänger der Band The Convictions wurde, die er später verließ, um seine Schauspielkarriere weiterzuverfolgen. 2010 nahm er seine erste Solo-EP, die den Titel Tongue Tied trägt, über die RAK Studios in London auf. Produziert wurde die CD von Kevin Bacon und Jonathan Quarmby und schließlich im Mai 2011 digital veröffentlicht. Auch seine zweite EP Changing Times wurde auf diesem Weg produziert und am 10. Oktober 2011 veröffentlicht. Während eines OnAir Radiokonzertes im Februar 2012 gab Rheon bekannt, dass er momentan an einem Album arbeite. Dieses heißt Bang!Bang!. Am 26. Januar 2015 schließlich veröffentlichte Iwan Rheon sein erstes Album Dinard, welches von James Clarke und Jim Unwin produziert wurde.

## Filmografie (Auswahl)
- 2002–2004: Pobol y Cwm (Fernsehserie)
- 2009–2011: Misfits (Fernsehserie, 21 Episoden)
- 2010: Coming Up
- 2010–2012: Grandma’s House (Fernsehserie, 2 Episoden)
- 2011: Secret Diary of a Call Girl (Fernsehserie, 1 Episode)
- 2011: Resistance
- 2011: Wild Bill
- 2012: The Back of Beyond
- 2012: Wasteland
- 2013: Libertador
- 2013–2016: Vicious (Fernsehserie, 14 Episoden)
- 2013–2016: Game of Thrones (Fernsehserie, 20 Episoden)
- 2014: Eine Frau an der Front (Our Girl, Fernsehserie, 5 Episoden)
- 2015: Residue (Miniserie)
- 2015: Charlotte’s Song
- 2017: S.U.M.1
- 2017: Urban Myths (Miniserie)
- 2017: Marvel’s Inhumans (Fernsehserie)
- 2017–2020: Riviera (Fernsehserie)
- 2018: Hurricane – Luftschlacht um England (Hurricane)
- 2019: Berlin, I Love You
- 2019: The Dirt – Sie wollten Sex, Drugs & Rock’n’Roll (The Dirt)
- 2021: A Christmas Number One
- 2021: American Gods (Episode 3x08)
- 2022: The Magic Flute – Das Vermächtnis der Zauberflöte
- 2024: Those About to Die (Fernsehserie)

## Diskografie
- 2011: Tongue Tied EP
- 2011: Changing Times EP
- 2013: Bang!Bang! EP
- 2015: Dinard